# Paulo do Nascimento Cabral
Paulo do Nascimento Cabral (ur. 20 sierpnia 1981 w Ponta Delgada) – portugalski polityk, urzędnik i dyplomata, poseł do Parlamentu Europejskiego X kadencji.

## Życiorys
Absolwent psychologii klinicznej na Uniwersytecie Lizbońskim. Uzyskał dyplom MBA, kształcił się również w zakresie zarządzania różnorodnością i neuropsychologii. Działacz Partii Socjaldemokratycznej, pracował jako asystent w Parlamencie Europejskim. W latach 2020–2022 był szefem gabinetu przewodniczącego rządu Azorów. Następnie pracował w stałym przedstawicielstwie Portugalii przy Unii Europejskiej, gdzie odpowiadał za sprawy Azorów i energii.
W wyborach w 2024 uzyskał mandat posła do Europarlamentu X kadencji.